# Клодский конфликт
Польско-чехословацкий спор о принадлежности города Клодзко и его окрестностей происходил в 1945—1947 годах и был окончательно разрешён в 1958 году.

## Предыстория
В течение 11 века в ходе чешско-польских войн территория нынешнего города Клодзко несколько раз переходила из рук в руки. Заключённый в 1137 году мирный договор оставил Силезию под властью Польши, а Клодзскую землю — в руках чешских князей. В 1458 году было образовано Кладское графство, которое чешский король Йиржи из Подебрад передал своему сыну Виктору. В 1740 году во время Первой Силезской войны графство было оккупировано прусскими войсками и по Бреславльскому миру 1742 года отошло к Пруссии (графство Глац). К концу 19 века подавляющее большинство жителей графства составляли немцы. Однако на территории так называемого чешского уголка всё ещё жило чешское меньшинство. Польского населения в Клодзке не отмечено. После окончания Первой мировой войны только что образованная Чехословакия начала требовать, чтобы территория с чешским населением была присоединена к Чехословакии. В качестве компенсации Чехословакия даже предлагала передать Германии Хебский выступ. Эти планы столкнулись с сопротивлением местного немецкого населения, и, согласно решению Парижской мирной конференции, Клодзко остался частью Германии. В Чехословакии этот результат вызвал серьёзное разочарование.

## 1945—1947
В ходе Второй мировой войны Чехословакия была расчленена и частично оккупирована гитлеровской Германией; та же участь постигла и Польшу. Эмигрантские правительства двух стран обсуждали возможность тесного союза в форме конфедерации. При этом Польша планировала после победы над Германией заполучить Нижнюю Силезию, но Клодзскую землю предлагала передать Чехии. Чешское эмигрантское правительство строило планы по захвату Клодзко силами чешских полицейских из города Наход. Но вместо польско-чешского соглашения в декабре 1943 года был заключён советско-чешский договор. В официальных документах объём чешских территориальных претензий уточнён не был. На Ялтинской конференции союзников по антигитлеровской коалиции было принято решение, что после победы над Германией западная граница Польши пройдёт по рекам Одеру и Нейсе (Нысе). Таким образом, Польше должна была быть возмещена потеря своих восточных территорий в пользу Советского Союза. В июле-августе 1945 года, на Потсдамской конференции, было окончательно решено, что граница Польши пройдёт вдоль расположенной западнее реки Ныса-Лужицка, а не вдоль протекающей через Клодзко реки Ныса-Клодзка
Когда в начале мая 1945 года на Клодзскую землю вступила Советская армия, эта территория была передана польским властям — польская оперативная группа прибыла в город 17 мая, но до 3 июня не могла взять власть (в городе с 10 мая пытались установить чешскую администрацию). В это время ситуация вдоль границы была неустойчивой, с обеих сторон происходили грабежи и незаконные реквизиции. 10 июня 1945 года Чехословацкая армия заняла Рацибуж (на другом участке польско-чехословацкой границы, в 100 км восточнее), но после резкой ноты польского правительства получила приказ его оставить к 18 часам 15 июня. Тем не менее, в тот же день Польша выдвинула ультиматум, требуя вывода чехословацкой армии, полиции и администрации из Заользья и пытаясь использовать действия чехословацкого правительства в Клодзко и Рацибуже как повод для вооружённого вторжения в Заользье. Однако вмешательство советской стороны предотвратило назревающий конфликт.
Для польских властей чехи были гражданами нацистской Германии и, как таковые, должны были быть выселены из Клодзко. К ним относились те же политические и экономические ограничения. Этот факт вызвал сильную напряжённость между Чехословакией и Польшей.. Из-за этого, а также и других пограничных споров отношения между Польшей и Чехословакией в 1945—1947 годах сильно обострились. Тем временем польские власти выслали из Клодзко в Германию как немецкое, так и чешское население, замеменив их польскими переселенцами и, тем самым, изменив демографическую ситуацию в регионе.
В свою очередь, в Находе был создан Клодзский комитет, который представлял интересы чехов из Клодзко перед чехословацкими властями. Часть чехов, выселенных из Клодско, попала в Чехословакию с помощью Клодзского комитета. В Праге был создан Союз друзей Клодзко, который был нацелен на чехословацкую общественность.

## Прекращение конфликта
Под давлением СССР в 1947 году между Польшей и Чехословакией был подписан договор о дружбе и взаимопомощи, зафиксировавший нерушимость послевоенных границ. Это несколько охладило ситуацию. 13 июня 1958 года в Варшаве Польша и Чехословакия подписали окончательный договор о прохождении польско-чехословацкой границы, в соответствии с которым Клодзко остался на польской стороне. Договор вступил в силу 14 февраля 1959 года.
В 1972 году прервались последние связи Клодзской земли с Чехией, в связи с передачей её из-под юрисдикции Пражской архиепархии в юрисдикцию Вроцлавской архиепархии.
Чехословацко-польская граница в Клодске оставалась двусторонне непроницаемой до начала 60-х годов 20 века. После заключения соглашения об ограниченном пограничном контакте, с 1961 года чешские туристы хотя бы частично могли посещать Клодзко.

## Иллюстрации
Предложения чехословацкой делегации на Парижской мирной конференции 1919 года о прохождении линии границы в районе Глаца/Кладска/Клодзско:

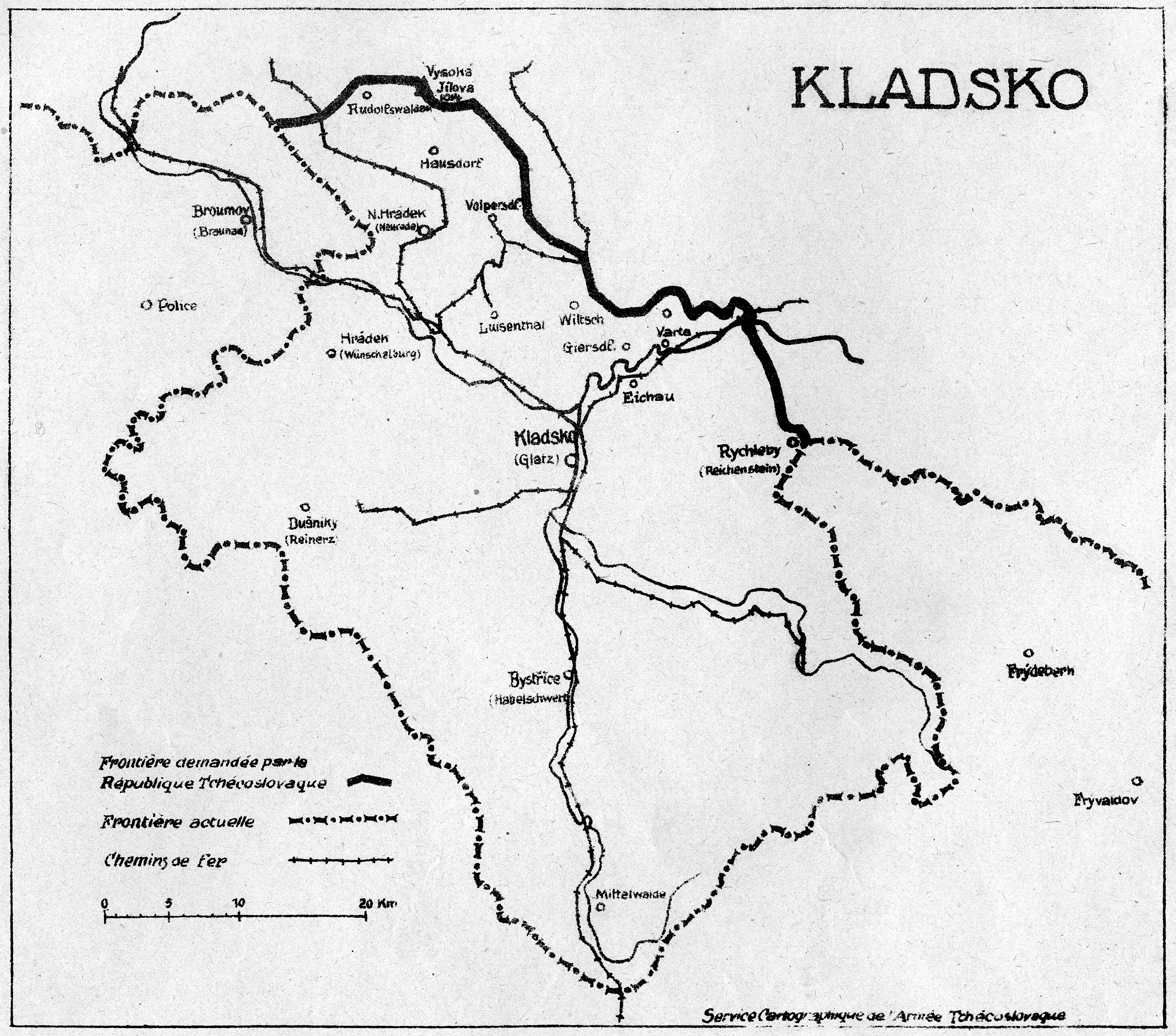
Максимальные чехословацкие требования
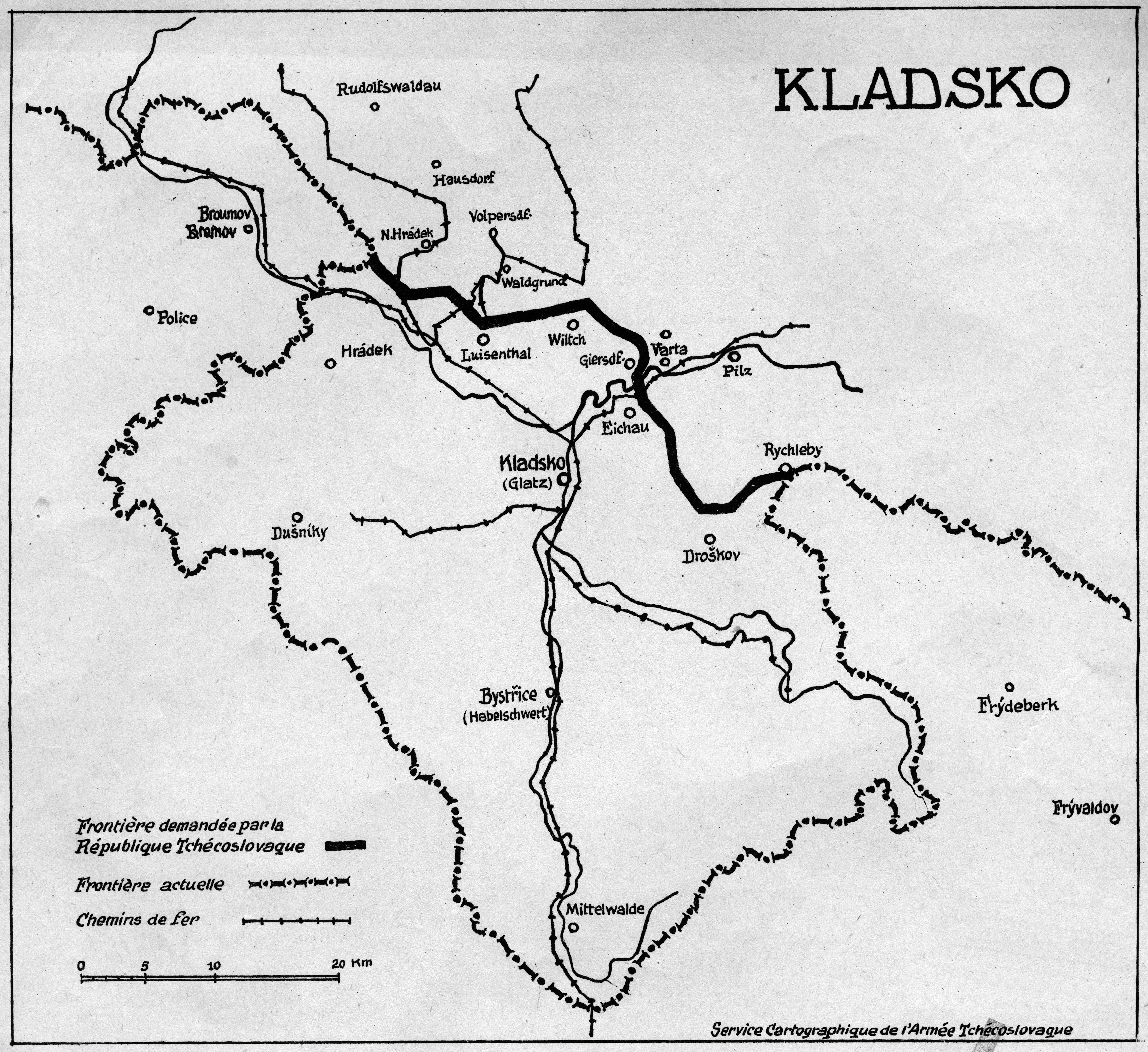
Средние чехословацкие требования
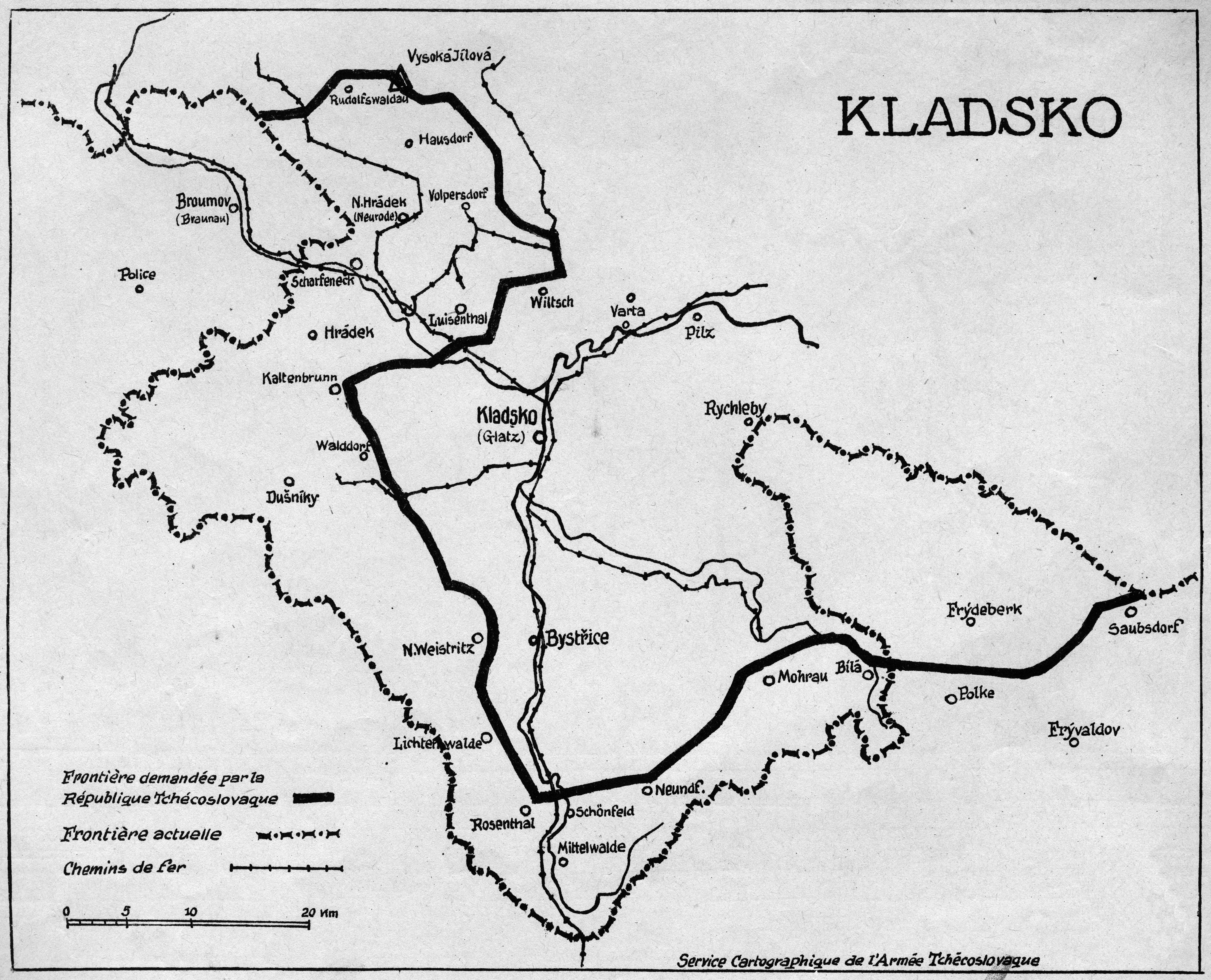
Минимальные чехословацкие требования

## См. тожe
- Чешский уголок